# Born Too Slow
«Born Too Slow» — песня американского электронного дуэта The Crystal Method, вышедшая в качестве сингла с альбома Legion of Boom. В записи композиции принимали участие вокалист Kyuss Джон Гарсия и гитарист Limp Bizkit Уэс Борланд. Впервые песня была представлена в компьютерной игре Need for Speed: Underground, благодаря которой получила большую известность. Позже, 9 декабря 2003 года «Born Too Slow» была выпущена синглом. Видеоклип на песню был снят известным режиссёром Гором Вербински.

## Список композиций
CD
1. «Born Too Slow» (Erick Morillo Main Mix) (7:03)
2. «Born Too Slow» (Erick Morillo Dub Mix) (7:03)
3. «Born Too Slow» (Deepsky's Green Absinthe Dub Mix) (8:12)
4. «Born Too Slow» (NuBreed Remix) (6:58)
5. «Born Too Slow» (EK’s Spider in the Corner Alt. Dub Mix) (6:11)

Винил 12" (промо)
1. «Born Too Slow» (Erick Morillo Main Mix) (7:03)
2. «Born Too Slow» (Erick Morillo Dub Mix) (7:03)

Винил 12"
1. «Born Too Slow» (Deepsky’s Green Absinthe Dub Mix) (8:12)
2. «Born Too Slow» (NuBreed Remix) (6:58)
3. «Born Too Slow» (EK’s Spider in the Corner Alt. Dub Mix) (6:11)

DVD (ограниченное издание)
1. «Born Too Slow» (Original Album Mix) (3:03)
2. «Born Too Slow» (Deepsky’s Green Absinthe Dub) (8:12)
3. «Born Too Slow» (EK’s Spider In The Corner Alt. Dub Mix) (6:11)
4. «Born Too Slow» (видеоклип)

## Позиции в чартах
| Чарт (2003—2004)        | Высшая позиция |
| ----------------------- | -------------- |
| Hot Modern Rock Tracks  | 26             |
| Hot Dance Singles Sales | 3              |
| Hot Dance Club Songs    | 3              |